# دوري كرة القدم الإنجليزي 1896–97
دوري كرة القدم الإنجليزي 1896–97 (بالألمانية: Football League First Division 1896/97) هو موسم من دوري كرة القدم الإنجليزي. أقيم خلال الفترة 1 سبتمبر 1896 وحتى 26 أبريل 1897، وفاز فيه أستون فيلا.